# Männamaa
Männamaa (Duits: Mennama) is een plaats in de Estlandse gemeente Hiiumaa, provincie Hiiumaa. De plaats heeft de status van dorp (Estisch: küla).
Männamaa lag tot in oktober 2017 in de gemeente Käina. In die maand ging de gemeente op in de fusiegemeente Hiiumaa.

## Bevolking
De ontwikkeling van het aantal inwoners blijkt uit het volgende staatje:
| Jaar            | 2000 | 2011 | 2017 | 2019 | 2021 |
| --------------- | ---- | ---- | ---- | ---- | ---- |
| Aantal inwoners | 174  | 107  | 133  | 120  | 102  |

## Ligging
Männamaa ligt iets ten zuiden van het centrum van het eiland Hiiumaa. Het meer Tihu järv (85 ha groot en maar 0,5 meter diep) ligt op het grondgebied van het dorp. Eromheen liggen nog een paar kleinere meertjes, In het meer komen kroeskarper, baars en snoek voor. Het merengebied ligt in het natuurreservaat Tihu looduskaitseala (14 km²). De rivier Luguse loopt door Männamaa.

## Geschiedenis
Männamaa werd in 1609 voor het eerst genoemd onder de naam Monnema Mick Hansopoick, een boerderij. In 1648 was ze als Mönnameh een dorp geworden. In 1664 heette het dorp Männamah, in 1798 Mönnama, Het lag op het landgoed van Ahdma (Aadma).
Tijdens de Sovjetbezetting lag het hoofdkantoor van de kolchoz Ühendus in Männamaa.

## Foto's

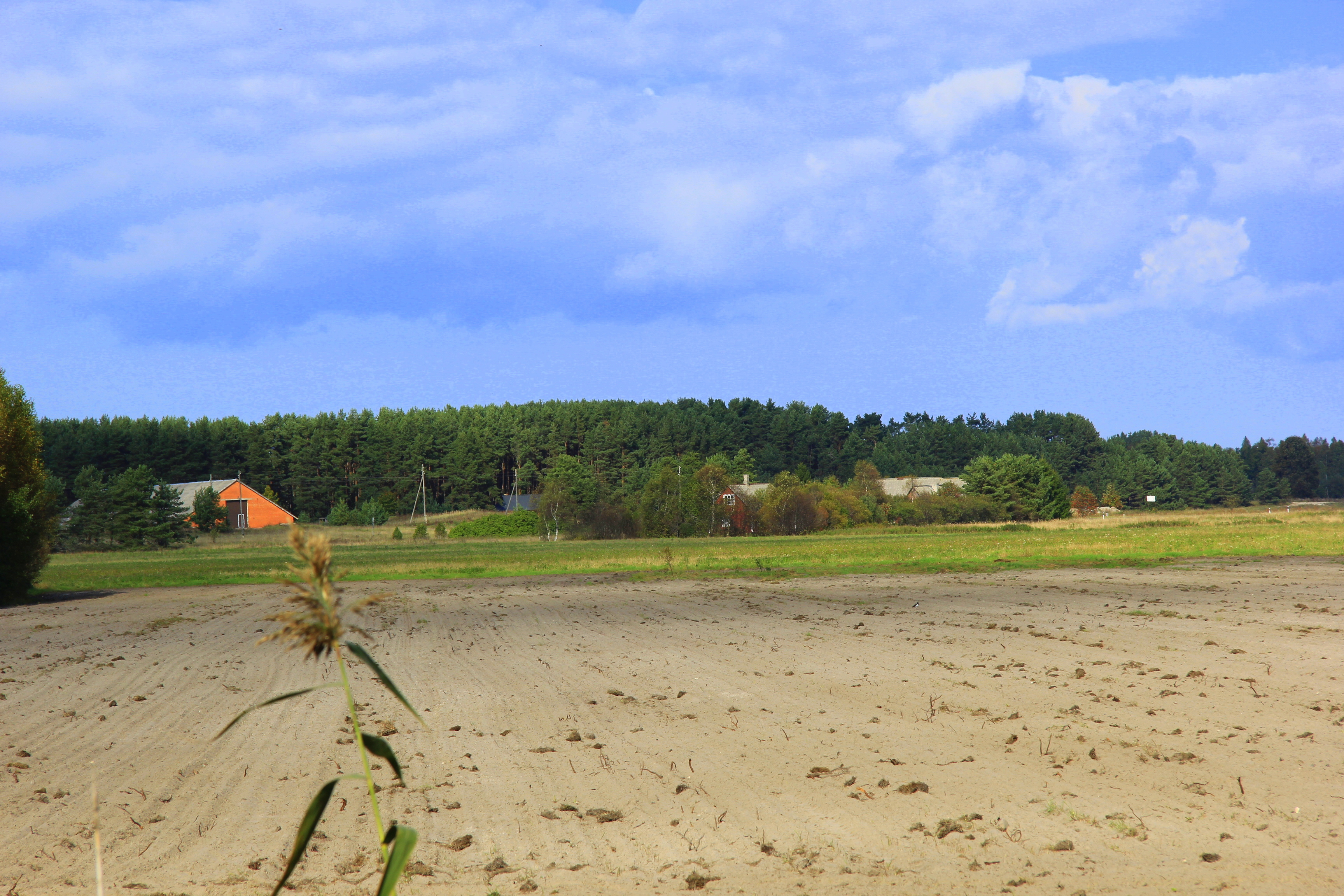
Gezicht op Männamaa
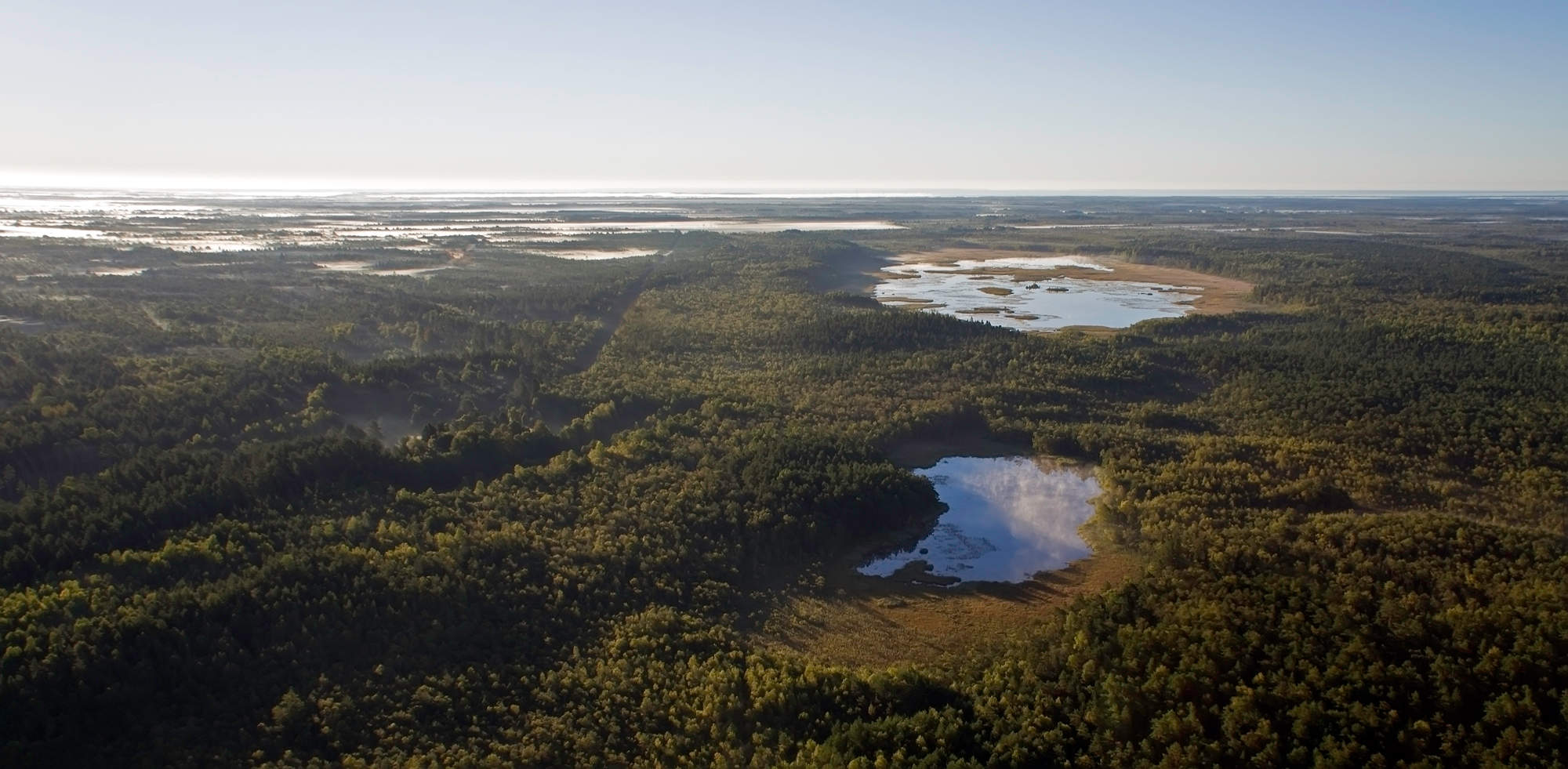
Het Tihu järv en het Tihu Keskmine järv
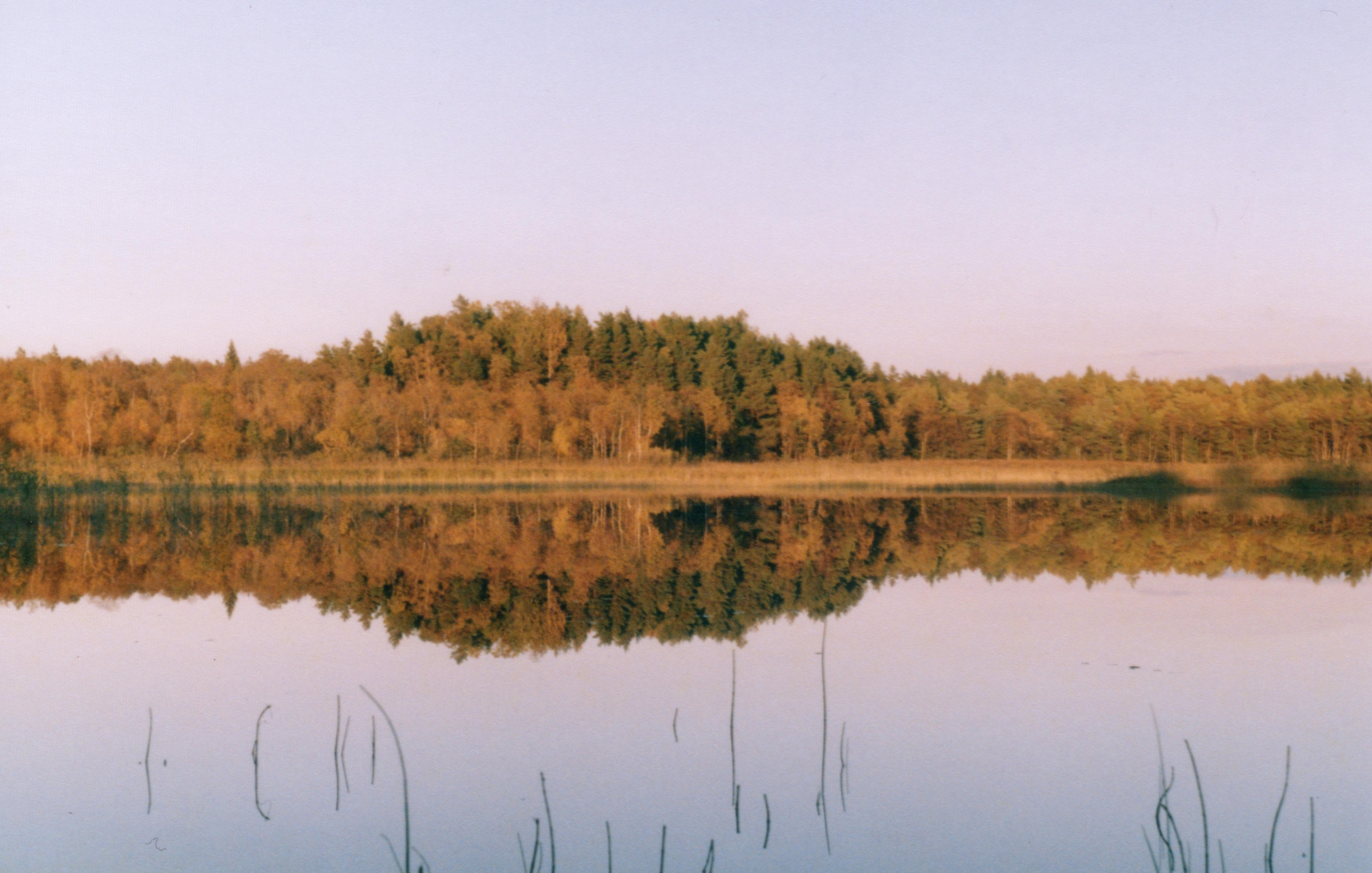
Het Tihu järv in de herfst